# 書房中的拿破崙

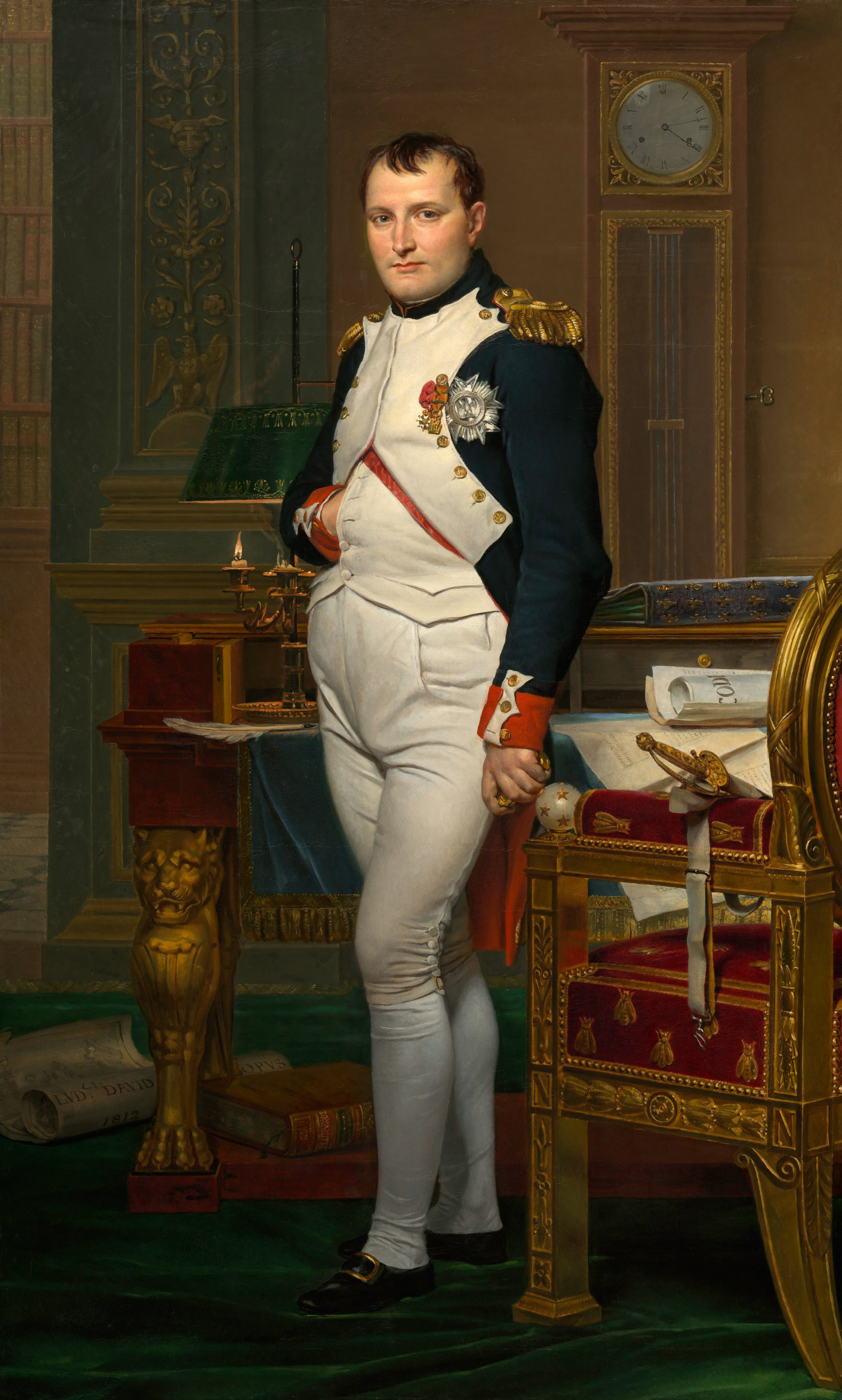

書房中的拿破崙，全名图伊勒里宫的拿破仑皇帝在书房内，是法國畫家雅克-路易·大卫在1812年所繪油画。它最初在汉密尔顿宫展出，1882年該畫卖给了第五代羅斯伯里伯爵阿奇博爾德·普里姆羅斯；1954年被山缪·亨利·卡瑞斯收購，现藏美国国家美术馆。